# Хохлатка альпийская
Хохла́тка альпи́йская (лат. Corýdalis alpéstris) — вид травянистых растений рода Хохлатка (Corydalis) подсемейства Дымянковые (Fumarioideae) семейства Маковые (Papaveraceae).
Скальный криптофит. Клубневой эфемероид.

## Название
Видовой эпитет alpestris — прилагательное женского рода от лат. alpéster — приальпийский, нижнеальпийский; связан с местами произрастания вида. Русский видовой эпитет является закрепившимся в литературе не совсем точным переводом латинского.

## Ботаническое описание
Многолетнее травянистое растение 5—15 см высотой. Клубень двух- или многораздельный, с короткими или удлинёнными долями, в последнем случае они цилиндрические. Стебель нередко ветвистый; нижняя его часть подземная, белая, извилистая, длинная, с 2—3 чешуевидными листьями.
У основания стебля на длинных черешках сидят 2—3 листа. Черешки внизу несколько плёнчатые, влагалищно расширенные, 5—8 см длиной. В пазухах листьев часто развиваются или сидячие листочки с уменьшенной пластинкой, или несущие соцветие веточки. Верхний лист обычно отодвинут от соцветия к основанию стебля. Листья сизые, в очертании яйцевидные, тройчатые со сближенными сегментами. Сегменты почти сидячие, почти до основания пальчато надрезаны на 3 обратнояйцевидные доли 7—12 мм длиной и 2—3 мм шириной, которые в свою очередь надрезаны на 2—3 продолговатые или линейные, тупые, реже острые дольки или зубца.
Соцветие — компактная головчатая кисть с 2—5 (до 10) цветками, на не превышающем длину листьев цветоносе. Прицветники цельные (нижний иногда надрезанный), яйцевидные или продолговатые, островатые, равны цветоножкам или чуть длиннее их, размером 5—10 (до 20) х 3—6 (до 8) мм. Цветоножки тонкие, обычно несколько короче прицветников, нижние иногда чуть длиннее их. Чашелистики мелкие, около 1 мм шириной, белые, по краю коротко зубчатые, квадратные или продолговатые. Венчики 15—18 (до 20) мм длиной, почти прямые, тонкие; лепестки синевато-, редко розовато-фиолетовые, ещё реже — беловатые, иногда с синим отгибом. Отгиб наружных лепестков короткий, едва длиннее внутренних, коротко заостренный; при основании нижнего лепестка различим небольшой бугор. Шпорец приподнят кверху, тонкий, тупой, на конце слегка дугообразно или крючковидно загнут вниз, превышает остальную длину лепестка в полтора раза.
Плод  — продолговатая или узко обратнояйцевидная стручковидная коробочка размером 10—15 х 5 мм. Семена около 1,5 мм в диаметре.
Цветёт с июня по август.

## Ареал и экология
Родина растения — горы Турции и Кавказа. В качестве заносного вида встречается в Западных Гималаях.
Растёт на каменистых склонах и осыпях, редко на альпийских лужайках в пределах высот 2400—3000 м над уровнем моря. Кальцефил.

## Классификация

### Таксономия
Corydalis alpestris C.A.Mey., 1831, Verz. Pfl. Casp. Meer.: 176. Описан с Кавказа. Тип в Санкт-Петербурге.
Вид Хохлатка альпийская относится к роду Хохлатка (Corydalis) из секции Dactylotuber (Rupr.) M.Popov, трибы Дымянковые (Fumarieae) подсемейства Дымянковые (Fumarioideae) семейства Маковые (Papaveraceae) порядка Лютикоцветные (Ranunculales).
Кладограмма в соответствии с Системой APG IV
|  |                          |  |                                   |                                   |                   |  | ещё 6 семейств, в том числе Лютиковые, Луносемянниковые, Барбарисовые | ещё 6 семейств, в том числе Лютиковые, Луносемянниковые, Барбарисовые |                                            |  |  |  | еще 20 родов                 | еще 20 родов        |  |  |
|  |                          |  |                                   |                                   |                   |  | ещё 6 семейств, в том числе Лютиковые, Луносемянниковые, Барбарисовые | ещё 6 семейств, в том числе Лютиковые, Луносемянниковые, Барбарисовые |                                            |  |  |  | еще 20 родов                 | еще 20 родов        |  |  |
|  |                          |  |                                   | порядок Лютикоцветные             |                   |  |                                                                       |                                                                       | подсемейство Дымянковые                    |  |  |  |                              | Хохлатка альпийская |  |  |
|  |                          |  |                                   | порядок Лютикоцветные             |                   |  |                                                                       |                                                                       | подсемейство Дымянковые                    |  |  |  |                              | Хохлатка альпийская |  |  |
|  | клада Цветковые растения |  |                                   |                                   | семейство Маковые |  |                                                                       |                                                                       | род Хохлатка                               |  |  |  |                              |                     |  |  |
|  | клада Цветковые растения |  |                                   |                                   |                   |  |                                                                       |                                                                       |                                            |  |  |  |                              |                     |  |  |
|  |                          |  | ещё 63 порядка цветковых растений | ещё 63 порядка цветковых растений |                   |  |                                                                       | ещё 1 подсемейство Маковые (Papaveroideae)                            | ещё 1 подсемейство Маковые (Papaveroideae) |  |  |  | еще 537 подтвержденных видов |                     |  |  |
|  |                          |  |                                   | ещё 63 порядка цветковых растений |                   |  |                                                                       |                                                                       | ещё 1 подсемейство Маковые (Papaveroideae) |  |  |  |                              |                     |  |  |

### Синонимы

#### Гомотипные
- Pistolochia alpestris (C.A.Mey.) Soják, 1972
- Corydalis pauciflora  var. alpestris (C.A.Mey.) Akinf., 1894

#### Гетеротипные
- Corydalis nivalis Boiss. & A.Huet, 1856
- Corydalis pauciflora var. nivalis (Boiss. & A.Huet) Boiss., 1867
- Corydalis swanetica Krasn., 1891
- Corydalis glareosa Sommier & Levier, 1893
- Pistolochia nivalis (Boiss. & A.Huet) Holu, 1973